# Regiunea Sjælland
Regiunea Sjælland (în daneză Region Sjælland) este cea mai sudică regiune din Danemarca formată în urma reformei administrative ce a intrat în vigoare la 1 ianuarie 2007. Constă din fostele comitate (amt) Roskilde Amt, Storstrøm Amt și Vestsjællands Amt.

## Comunele constituente
- Comuna Faxe
- Comuna Greve
- Comuna Guldborgsund
- Comuna Holbæk
- Comuna Kalundborg
- Comuna Køge
- Comuna Lejre
- Comuna Lolland
- Comuna Næstved
- Comuna Odsherred
- Comuna Ringsted
- Comuna Roskilde
- Comuna Slagelse
- Comuna Solrød
- Comuna Sorø
- Comuna Stevns
- Comuna Vordingborg

## Legături externe
Materiale media legate de Region Sjælland la Wikimedia Commons